# Nataša Nolevska
Nataša Nolevska (født 29. Maj 1996 i Bitola, Makedonien) er en makedonsk håndboldspiller, der spiller for Viborg HK i Danmark. Hun kom til klubben i 2017 og har kontrakt til 2018. Hun har tidligere optrådt ZRK Vardar's ungdomshold.